# VSH Frýdek-Místek
Víceúčelová sportovní hala Frýdek-Místek byla víceúčelová sportovní hala ve Frýdku-Místku, která byla místem pro domácí utkání hokejového klubu HC Frýdek-Místek. Byla postavena v letech 1971 až 1985 podle návrhu architekta Oskara Chmiela. Nacházela se ve Frýdku na břehu Ostravice. V blízkosti haly prochází silnice I/48 a železniční trať Ostrava – Valašské Meziříčí.

## Události
Hala fungovala 30 let a za tuto dobu se v ní odehrála řada událostí. V hale se hrálo 14 zápasů Mistrovství světa juniorů v ledním hokeji 1994. Dne 21. ledna 1996 se v hale odehrálo první Utkání hvězd české Extraligy. V roce 2003 zde vybojovali svůj premiérový titul házenkáři SKP Frýdek-Místek. Poslední kulturní akcí před demolicí haly byl koncert Iggyho Popa dne 22. června 2013.

## Demolice

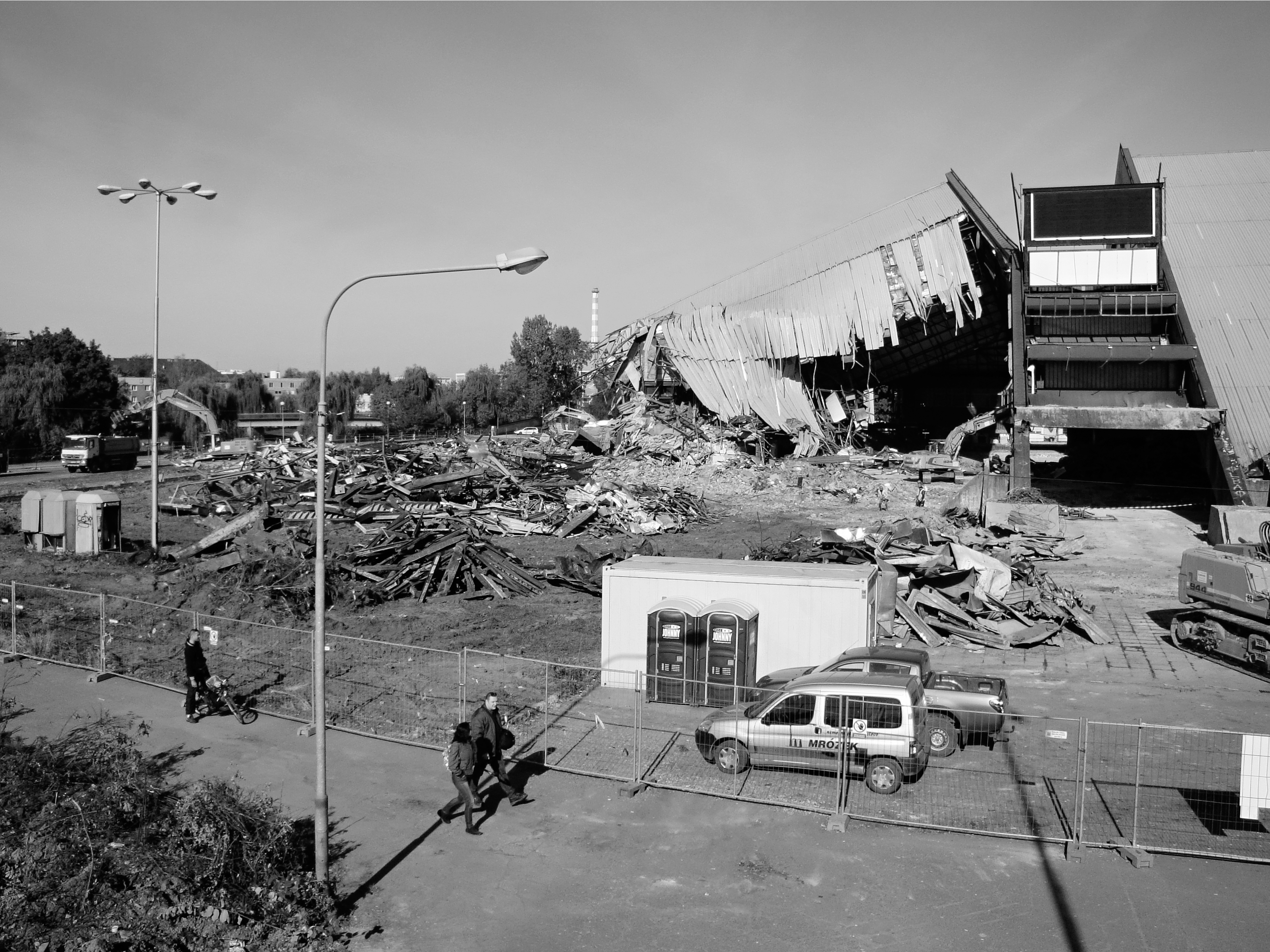
Demolice v roce 2013

V létě roku 2009 a znovu na jaře 2013 se rozhodlo na zasedání zastupitelů města, že se chátrající Víceúčelová sportovní hala zbourá a místo ní se vybuduje nová hala Polárka pro 2 000 diváků, která nebude stát úplně na stejném místě, ale nedaleko severovýchodním směrem. Architekti odmítali zbourání haly, z důvodu že její stav nebyl tak špatný, jak byl městem prezentován a hala tvořila unikátní dominantu města, nicméně v roce 2013 byla hala zbourána. Místo haly byl postaven provizorní stan na parkovišti fotbalového stadionu Stovky. Na místě původní haly vyrostlo obchodní centrum Frýda.